# Villa Centum Cellas

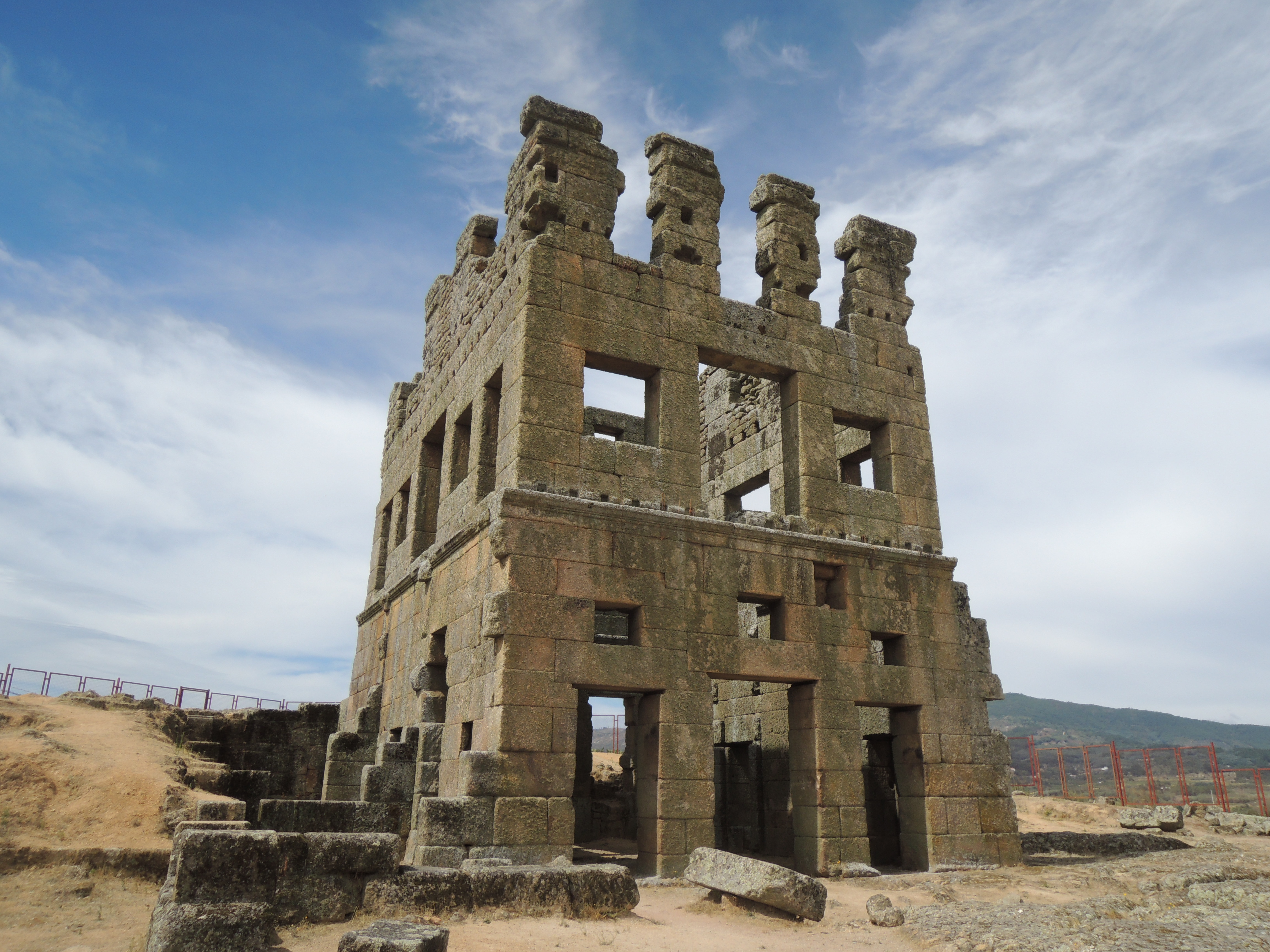
Torre de Centum Cellas

Die Villa Centum Cellas (auch Centum Celas geschrieben bzw. früher auch Torre de São Cornélio, also Turm des Hl. Cornelius, genannt) ist Teil einer römischen Villa. Die Ruine liegt in Colmeal da Torre, nördlich von Belmonte in der Beira Alta im Osten Portugals, unmittelbar an der N18, der Verbindungsstraße der Stadt Belmonte mit Guarda – Covilhã. Der heute sichtbare, markante Baukörper gehört nach neueren Ansichten zum Belvedere einer römischen Villa. Als Datierung wird das frühe 1. Jahrhundert angegeben. Ende des 3. Jahrhunderts fiel der Bau einem Brand zum Opfer. Die Villa gehörte Lucius Caecilius, einem reichen römischen Zinnhändler.
Das turmartige Bauwerk zählt zu den besterhaltenen römischen Denkmälern des Landes. Der Kernbau hat rechteckigen Grundriss (13,3 m × 15,5 m) und war doppelstöckig; das zweite Obergeschoss ist wohl eine mittelalterliche Anfügung. Der Turmbau ist 12 m hoch und stand ursprünglich in einen Gebäudekomplex. An drei Seiten war er von Anbauten umgeben, von denen nur noch die Ansätze sichtbar sind. An den Seiten umgaben ihn Reihen, die aus drei Kammern bestanden. An der Front eine Säulenportikus, die zu einem offenen Hof gehörte. Durch die Hanglage ist das Untergeschoss von der Talseite aus zugänglich. Auffällig ist das Maß an Symmetrie bei der Anlage der Fenster- und Türöffnungen. Hierzu trägt auch die Konstruktion aus Quadern (Granit) bei, die hier ganz ungewöhnlich ist und an Syrien und Nordafrika erinnert. Für die Position der Außenöffnungen war der Blick bestimmend, der sich von dieser, an einer römischen Straße gelegenen Stelle auf den einen Kilometer entfernten Zusammenfluss des Zêzere und des Gaia ergibt.
Während das Untergeschoss Öffnungen an drei Seiten hat, besitzt das Obergeschoss Türen und Fenster an allen Seiten. Balkenlöcher und Konsolen legen den Schluss nahe, dass an diesen Stellen die (hölzerne) Balkendecke der Anbauten anschloss. Man muss sich eine Galerie vorstellen, die über die Türen im Obergeschoss begehbar war.
1927 wurde die Villa als Monumento Nacional eingetragen und geschützt.